# Франческо Гвідолін
Франческо Гвідолін (італ. Francesco Guidolin; нар. 3 жовтня 1955, Кастельфранко-Венето) — італійський футболіст, що грав на позиції півзахисника. Виступав, зокрема, за «Верону» та «Венецію», а також молодіжну збірну Італії.
По завершенні ігрової кар'єри — футбольний тренер. Вважається одним з найкращих італійських тренерів, провівши в Серії А 555 матчів у статусі головного тренера, що є це сьомомим місцем в рейтингу тренерів у Серії А. Гвідолін тричі виводив клуби до Серії А — «Віченцу» (1994/95), «Палермо» (2003/04) і «Парму» (2008/09), а також вивів «Равенну» до Серії В (1992/93).

## Клубна кар'єра
Народився 3 жовтня 1955 року в місті Кастельфранко-Венето. Розпочав займатись футболом в команді «Джорджоне» з рідного міста, але у 17 років потрапив в академію «Верони».

Франческо Гвідолін під час виступів за «Верону» у сезоні 1983/84.

Дебютував у Серії А за першу команду веронців 16 листопада 1975 року в матчі проти «Асколі». Після двох сезонів у «Вероні» в вищому дивізіоні, де він зіграв лише 24 матчі і забив один гол, Гвідолін в 1977 році був відданий в оренду в клуб Серії В «Самбенедеттезе», де провів свій перший сезон як основний гравець.
Повернувшись в «Верону», він знову нерегулярно грав у Серії А в сезоні 1978/79, тому в наступному році він знову відправився в оренду, цього разу в «Пістоєзе», де він виграв просування до Серії А. Повернувшись знову до «Верони» в 1980 році, на цей раз він став основним гравцем команди, що вже виступала в Серії B. Він став одним з архітекторів перемоги команди у Серії В в сезоні 1981/82, забивши 8 м'ячів, і допоміг їй повернутись в еліту. Проте в жовтні 1982 року він був відданий в оренду «Болоньї», де знову змушений був грати в Серії В. Вчергове повернувшись у 1983 році до «Верони», він взяв участь лише у двох матчах Серії А сезону 1983/84, після чого остаточно покинув команду.
У червні 1984 року перейшов до клубу Серії С2 «Венеція», з якою він підписав контракт на три роки. Проте на другій рік він отримав травму і розірвав контракт роком раніше та змушений був закінчити свою ігрову кар'єру в кінці сезону 1985/86 у віці 31 року.

## Виступи за збірну
Протягом 1976—1977 років залучався до складу молодіжної збірної Італії. За команду Гвідолін дебютував 22 вересня 1976 року проти однолітків з Югославії. Всього на молодіжному рівні зіграв у 5 офіційних матчах.

## Кар'єра тренера
Розпочав тренерську кар'єру відразу ж по завершенні кар'єри гравця, 1986 року як тренер молодіжної команди клубу «Джорджоне». 1988 року Франческо очолив основну команду, що грала у Серії С2. З нею молодий тренер в першому ж сезоні вилетів до Серії D після останнього місця в турнірній таблиці. У наступному році Гвідолін тренував «Тревізо» з Серії С2, а в наступні три роки він очолював клуби Серії С1 «Фано», «Емполі» та «Равенна», вивівши останню у 1993 році до Серії В.
Після цього успіху 15 липня 1993 року тренер очолив клуб елітного дивізіону «Аталанта», але вже 2 листопада був звільнений після 10 турів через невдалий старт сезону.
19 червня 1994 року він підписав контракт з «Віченцою». У сезоні 1994/95 команда зайняла 3-тє місце в Серії B, повернувшись до Серії А після шістнадцяти років. В сезоні 1996/97 років Гвідолін виграв з командою свій перший трофей — Кубок Італії, здолавши по ходу турніру «Луккезе», «Дженоа», «Мілан», «Болонью» та «Наполі». Це дозволило команду у наступному сезоні 1997/98 дебютувати у Кубку володарів Кубків, де клуб дійшов до півфіналу, поступившись там майбутньому тріумфатору турніру «Челсі». 17 травня 1998 року, по завершенні сезону, Гвідолін залишив клуб через чотири роки.
25 травня 1998 року Франческо Гвідолін став головним тренером «Удінезе». За підсумками сезону його команда фінішувала на 7-й позиції, однак перед початком наступного чемпіонату 9 липня 1999 року тренер був відправлений у відставку.
28 жовтня 1999 року Гвідолін очолив «Болонью». З цією командою в 2002 році дійшов до фіналу Кубка Інтертото. 27 серпня 2003 року подав у відставку.
27 січня 2004 року Гвідолін змінив Сільвіо Бальдіні на посту головного тренера «Палермо». Під його керівництвом сицилійці повернулися в Серію А через 35 років поневірянь по нижчих лігах, а за підсумками сезону 2004/05 завоювали право виступати в Кубку УЄФА, проте 30 травня 2005 року Франческо подав у відставку.
23 червня 2005 року Гвідолін очолив «Дженоа», що завоював право виступу в Серії А. Однак генуезці були відправлені в Серію С1 через звинувачення в договірних матчах, і 19 серпня тренер розірвав свій контракт.
У жовтні 2005 року Франческо Гвідолін очолив «Монако», однак залишався головним тренером лише протягом одного сезону, за підсумками якого «Монако» посів місце в середині турнірної таблиці.
29 травня 2006 року Гвідолін став тренером в команді «Палермо». У першій частині сезону клуб йшов непогано, проте у другій почалися проблеми, зокрема і через те, що він більше не міг розраховувати травмованого бразильця Амаурі. В команді почався спад, що привів його до звільнення 23 квітня 2007 року після домашнього програного матчу «Пармі» (3:4). Проте вже 14 травня президентом «Палермо» Мауріціо Дзампаріні повернув Гвідоліна до сицилійської команди, і «Палермо» змогло пробитись до кваліфікації Кубку УЄФА завдяки двом перемогам поспіль в кінці сезону. Проте вже 9 червня Гвідолін покинув клуб.

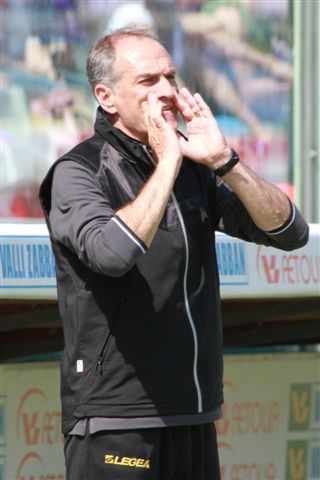
Франческо Гвідолін під час роботи з «Удінезе». 2011 рік.

26 листопада Франческо втретє за два роки очолює «Палермо» після звільнення Стефано Колантуоно. Гвідолін на першій прес-конференції заявив, що «Дзампаріні є найкращим президентом в світі, з вівторка по неділю». Проте ще до завершення першого сезону, після домашньої поразки від «Дженоа», 24 березня 2008 року він був звільнений і знову замінений на Колантуоно. У «Палермо» Гвідолін використовував тактичну схему 4-3-2-1, так звану «Різдвяну ялинку».
Восени 2007 року італійським фахівцем цікавився «Квінз Парк Рейнджерс». Тренер висловлював зацікавленість у роботі в англійському клубі, але в результаті сторони не змогли домовитися про умови контракту.
30 вересня 2008 року Гвідолін підписав контракт з «Пармою», замінивши звільненого Луїджі Каньї, і в тому ж сезоні зумів вивести клуб в Серію А. У наступному сезоні зайняв з командою восьме місце в турнірній таблиці. 16 травня 2010 року, після останнього туру чемпіонату, оголосив про своє прощання з «Пармою».
24 травня 2010 року Гвідолін був призначений головним тренером «Удінезе». Команда під його керівництвом у сезоні 2010/11 посіла четверте місце в національному чемпіонаті і завоювала таким чином право участі в кваліфікаційному раунді Ліги чемпіонів наступного сезону, а в наступному сезоні стала третьою в Італії, знову пробившись в кваліфікацію до Ліги чемпіонів. Щоправда в обох фипадках фріульці так і не потрапили до групого етапу, програвши «Арсеналу» та «Бразі» відповідно. 19 січня 2013 року, в матчі проти «Ювентуса» (0:4) Гвідолін провів свій 500-ий матч в Серії А в статусі тренера, ставши лише дев'ятим тренером, що досяг цього рубежу. Він закінчив той сезон на 5-му місці з 66 очками, кваліфікувавшись третій раз поспіль з клубом до єврокубків, щоправда, цього разу в Лігу Європи.
20 травня 2014 року Франческо Гвідолін оголосив про завершення тренерської кар'єри і перехід на адміністративні посади одночасно в «Удінезе» і два інші клуби, що належать Джампаоло Поццо, англійський «Вотфорд» та іспанську «Гранаду». Тим не менше, через рік, 14 червня 2015 року він залишає посаду з наміром повернутися до тренерської роботи.
18 січня 2016 року призначений головним тренером валлійського клубу англійської Прем'єр-ліги «Свонсі Сіті». Здобувши 8 перемог у 16 матчах в чемпіонаті він зумів підняти команду і завершив з нею сезон на 12 місці. Після цього 11 травня 2016 року, незважаючи на інтенсивні спекуляції, що колишній менеджер Брендан Роджерс замінить його, Гвідоліну було запропоновано підписати новий дворічний контракт. Проте вже 3 жовтня 2016 року, на свій 61-й день народження, Гвідолін був звільнений з посади через 2 дні після поразки в домашньому матчі 7-го туру чемпіонату Англії 2016/17 проти «Ліверпуля» (1:2), після того, як здобув з клубом лише чотири очки протягом перших 7 турів чемпіонату.

## Титули і досягнення

### Як тренера
- Володар Кубка Італії (1):

«Віченца»: 1996–1997

### Особисті
- Золота лава: 2011[49]

## Особисте життя
Він одружився з Мікелою П'єтріб'язі. У шлюбі народилися сини Ріккардо і Джакомо. Франческо великий шанувальник їзди на велосипеді і прокоментував для телебачення кілька етапів Джиро д'Італія.